# Landbrugshistorie
Landbrug opstod for ca. 12.000 år siden uafhængigt af hinanden på flere steder: i Mellemøsten, det nordlige Kina, det sydlige Mexico og i Peru. Man udnyttede forskellige afgrøder på disse forskellige steder, og det medførte, at hver kulturkreds kunne sprede de fremdyrkede afgrøder til nye markeder, efterhånden som der opstod handelsnetværk. I Mellemøsten og Europa blev hveden den vigtigste afgrøde, i Asien dyrkede man ris og hirse, og i Amerika satsede man på majs, kassava, bønner og kartofler. Landbruget gav et overskud, som både forøgede folketallet og skabte baggrunden for de første bystater.

## Landbrugets opståen
Ca. 10.000 år før vor tid levede mennesker som jægere og samlere. De havde spredt sig over hele verden med undtagelse af polaregnene og New Zealand. Den omlægning af menneskers liv, som landbruget medførte, fik revolutionerende følger, og man taler ofte om den neolitiske revolution. Landbruget medførte en øget adgang til føde, og i næste omgang indebar det en hastig forøgelse af folketallet og større, permanente bosættelser. Disse bosættelser udviklede sig til de første bystater.
Da landbruget gav et overskud, kunne man bytte dette overskud mod andre varer. Denne byttehandel medførte, at nogle mennesker kunne forsørges på en anden måde end ved at være landbruger, f.eks. ved håndværk. Overskuddet blev også brugt til at bekoste de fælles nødvendigheder: forsvarsanlæg, templer, vandingsanlæg. Samtidig med at det førte til en øget specialisering, førte det også til en øget, samfundsmæssig lagdeling.

### Mellemøsten
Landbrugsrevolutionen blev indledt en gang mellem 10.000 og 5.000 år f.Kr. i et bælte, som strækker sig mellem Grækenland og Iran. Der har mennesker opdaget de næringsrige, vilde kornsorter (stamformerne for nutidens rug, hvede og byg), hvis frø kunne høstes og anvendes som føde. Indsamlingen af kornet og opbevaringen af det krævede også nye redskaber: Segl og keramik. For at kunne male kornet til mel krævedes der en håndkværn. Når man tilplantede udvalgte markstykker, forudsatte det, at marken blev indhegnet for at holde dyrene væk.
Ca. 5.000 år f.Kr. havde landbruget spredt sig til Ungarn, det vestlige Grækenland og det sydøstlige Italien.

### Kina
Landbruget opstod ca. 8.000-5.000 f.Kr. og spredte sig over Kina. På den tid havde Huang He og Chang Jiang endnu ikke opbygget deres næringsrige flodsletter. Den nordkinesiske steppe bestod for en stor del af mose. Hebei og Henan var svært beboelige vådområder. Hubei og Hunan kunne end ikke bruges til risdyrkning. Tæmningen af svinet og hunden gik let i sammenligning med domesticeringen af planteer. På grund af disse vanskeligheder opstod landbrug sikkert i grænseområder, hvor man kunne overleve ved at jage og samle, selv når landbruget gik dårligt.

### Sydøstasien
I Sydøstasien findes de første spor af landbrug 6.000 år f.Kr. i Thailand, hvor menneskene har spist næringsrige rødder og frugter. Man mener, at dyrkningen af ris begyndte der, og siden spredte sig til det østlige Indien ca. 2.000 år f.Kr.

### Amerika
De tidligste spor i Sydamerika (Peru) har man fundet i Callejón de Huaylas (Guitarrero), hvor man har identificeret samfund, som ser ud til at have flyttet efter årstiderne, og som 8.600 år f.Kr. udnyttet forskellige økologiske plantezoner til landbrug inden for én og samme region. Omkring 5.000 år f.Kr. har landbruget fået større udbredelse. I Mexiko og Peru dyrkede man græskar, avokado og forskellige bønner. Senere dyrkedes spansk peber, solsikke, og man lærte sig at bruge lamaer som lastdyr. Kartoffel blev dyrket første gang i Sydamerika, ca. 3.000 år f.Kr.

### Danmark
I Danmark blev landbruget indført under påvirkning sydfra omkring år 4.000 f.Kr. Det ser ud til at have været en hastig process (som ikke kan måles med C14-metoden). Det ser ud, som om hjemlige, mesolitiske befolkninger overtager den såkaldte tragtbægerkultur (se kortet). Dette var den første landbrugerkultur i Norden.

## Udviklingen i Europa og Middelhavslandene fra antikken til år 1900

### Antikkens Grækenland
Det antikke Grækenlands vigtigste kornarter var hvede og byg, og vindyrkningen var vigtig. Man pløjede med arder. Selv om kødproduktionen spillede en begrænset rolle i antikken, var kvæghold en vigtig næringsvej i visse regioner og mange fyrster havde flokke af kvæg, som markerede deres status. I 400-tallet f. kr. var størstedelen af Athens borgare også jordejere. Dyrkningsenhederne var små, og det var almindeligt, at man havde 2-3 ha, som man sandsynligvis ikke kunne forsørge en familie på. De rige havde dog heller ikke så store indtægter, for de havde almindeligvis ikke mere end 30 til 40 ha. Den skovrydning, som foregik i det antikke Grækenland, fremkaldte en omfattende erosion, som efterhånden gjorde det sværere at producere tilstrækkeligt med korn. I næste omgang førte det med sig at oliven- og vindyrkningen blev forøget, og mange bystater blev afhængige af kornimport.

### Hellenismen og Romerriget
Hellenismens centralstyrede monarkier muliggjorde en mere omfattende planlægning af landbruget. I hele perioden perioden blev den videnskabelige interesse for landbrug styrket, og det førte til, at man eksperimenterede med nye afgrøder og indledte en mekanisering af landbruget. Nye metoder til vandhævning (se f.eks. Arkimedes skrue) bidrog stærkt til at øge produktionen. Det romerske riges landbrug var en fortsættelse af det hellenistiske. Man begyndte i den sene republikanske tid efterhånden at bruge større enheder, og i begyndelsen af kejsertiden kom der en øget mekanisering. Man tog vandmøllen, harven, hjulploven og forskellige høstmaskiner i brug.

### Middelalderen
I den europæiske middelalder skete der mange fremskridt indenfor landbruget. I 700-tallet kom hestekraven fra Asien, og det betød, at man kunne udnytte heste til at trække tunge læs. Hestene kunne nu bruges til at pløje jorden. Tidligere havde man brugt okseforspand til dette, da hestene blev kvalt af af seletøjet. Hjulploven med muldfjæl var en endnu vigtigere opfindelse, særligt i tung jord. I store dele af Europa indførtes trevangsbrug, sådan at man dyrkede hver ager et år med vårsæd (byg eller havre)og det følgende år med vintersæd (mest rug og kun sjældent hvede). Derefter lod man ageren ligge i brak det tredje år. På den måde blev produktionen forøget, og eftersom man fik to afgrøder formindskedes risikoen for misvækst. Frem til det 14. århundrede steg foldudbyttet (høstet mængde i forhold til udsået mængde) kraftigt. Derimod skulle det vare indtil det 18. århundrede, før den næste forøgelse skete. Under denne periode kom der ingen større forandringer inden for landbruget, når man ser bort fra, at dyrkningsenhederne blev større, og at produktionen blev mere markedsrettet. 

### Den anden landbrugsrevolution
Den middelalderlige måde at udnytte jorden ændrede sig i Europa i løbet af den sidste halvdel af det 18. århundrede i og med de landbrugsreformer, som ændrede dyrkningsbetingelserne fra slutningen af 1700-tallet og ind i begyndelsen af 1800-tallet. Forandringerne gik blandt andet ud på, at man samlede mindre jordstykker, som var blevet opdelt ved mange generationers arveskifte, sådan at hver gård fik færre, men større agre. Dertil kom udskiftningen af landsbyernes fællesdyrkning, der tildelte hver gård et samlet jordtilliggende. Og endelig kom fæsteafløsningen til at betyde, at hver bonde blev herre over egen jord. Dette ændrede også samfundsstrukturen på landet, genom at de gamle, tæt samlede landsbyer gik i opløsning, når hver gård blev placeret direkte ved sine agre, men adskilt fra de andre gårde.
Landbrug var det vigtigste erhverv frem til den industrielle revolution i det 19. århundrede. Landbruget var arbejdsintensivt og kunne derfor beskæftige den største del af befolkningen, og det afspejlede sig også i demografien. I Storbritannien boede der frem til den sidste halvdel af 1800-tallet (dvs. omkring 1870) flere mennesker i landområderne end i byerne. I Danmark skete det tilsvarende skifte omkring 1930.

## Global udvikling fra år 1900
I 1900-tallet kom der mange nye landbrugsmaskiner, f.eks. traktoren. Desuden bidrog kunstgødning til et opsving. Mange andre nyheder blev introduceret, og man rationaliserede og forenklede landbrugserhvervet, samtidigt med at der blev stillet højere krav om større afkast for hver enkelt landbrugsbedrift.
Mange politiske beslutninger har ført til forskellige konsekvenser for landbrugets vilkår. Ca. 1880 opstod der en landbrugskrise i Europa, da det amerikanske korn skyllede ind over kontinentet og knækkede mange kornavlere. Landene valgte da forskellige strategier. I Tyskland og Frankrig indførte man beskyttelsestold på landbrugsvarer, men Storbritannien valgte at beholde sin frihandel, og på den måde fik dansk landbrug mulighed for at udvikle andelsbevægelsen, der lettede overgangen til animalsk produktion (smør og bacon) med afsætning på det engelske marked.
De mange beskyttelsestoldsatser fortsatte også efter 2. verdenskrig, da der var mangel på landbrugsprodukter. Desuden gav den kolde krig en anden grund til at beskytte det indenlandske landbrug: Hvis landet var selvforsørgende med landbrugsprodukter, kunne man klare en lang blokade.
I 1957 blev Romtraktaten underskrevet af forløberne for EU. Her skabte man CAP, Common Agricultural Policy. EUs medlemslande skulle have fælles told- og landbrugspolitik. CAP har bestået siden dengang, og den er udvidet i takt med, at antallet af medlemslande er steget.
I årene mellem 1950 og 1970 opstod det, som man har kaldt "den grønne revolution". Forskerne havde succes med at fremavle nye korntyper, som kunne producere mere end tidligere, og man udviklede nye teknikker for at få maksimalt afkast af jordene under målrettet brug af kunstgødning og bekæmpelsesmidler.